# Дун (Ајова)
Дун (енгл. Doon) град је у америчкој савезној држави Ајова. По попису становништва из 2010. у њему је живело 577 становника.

## Демографија
Према попису становништва из 2010. у граду је живело 577 становника, што је 44 (8,3%) становника више него 2000. године.
| Група             | 2000.       | 2010.       |
| Белци             | 530 (99,4%) | 562 (97,4%) |
| Афроамериканци    | 0 (0,0%)    | 0 (0,0%)    |
| Азијати           | 0 (0,0%)    | 0 (0,0%)    |
| Хиспаноамериканци | 2 (0,4%)    | 14 (2,4%)   |
| Укупно            | 533         | 577         |